# Броль
Броль (нем. Brohl) — община в Германии, в земле Рейнланд-Пфальц. 
Входит в состав района Кохем-Целль. Подчиняется управлению Трайс-Карден.  Население составляет 364 человека (на 31 декабря 2010 года). Занимает площадь 5,88 км².